# 法曹類林
法曹類林（ほうそうるいりん）は、平安時代後期に成立した法律書。信西の編著。法令集と判例集からなり、全230巻。現存は4巻のみ（うち1巻は法曹類林から引き写した明法肝要鈔の混入とする説が有力）。
内容は古来の法令を事項毎にまとめ、明法勘文などの明法家の慣例（判例）なども収集している。編纂の目的は主に法執行に携わる役人が罪状および刑の判定の参考にするためであった。
現存するのは金沢文庫に伝わっていた内閣文庫所蔵の巻192（諸国の国師・国分寺僧に関する規定）・197（考選・解任・不上などの官吏の人事考課）・200（座次に関する規定）の3巻と『明法肝要鈔』に引用されたものが混入されたと推定されている宮内庁書陵部所蔵の巻226（吏務・戸貫に関する規定）、さらに金沢文庫から称名寺に伝来されて紙背文書となっていた巻208あるいは209と推定される借物関係を扱った断簡部分、巻不詳の断簡しかなく、全体の概要を把握することも困難であるが、初期公家法の状況や信西の法律観などを知るうえで貴重な資料となっている。